# Sembach
Sembach este o comună din landul Renania-Palatinat, Germania. A fost pentru prima dată menționat într-un document din sec. al XIX-lea legat de mănăstirea Enkenbach.
1. ↑  Alle politisch selbständigen Gemeinden mit ausgewählten Merkmalen am 31.12.2018 (4. Quartal) (în germană), Statistisches Bundesamt[*], arhivat din original la 10 martie 2019, accesat în 10 martie 2019